# Містечківська сільська рада
Містечківська сільська рада — колишня адміністративно-територіальна одиниця та орган місцевого самоврядування у Брусилівському і Коростишівському районах Білоцерківської і Київської округ, Київської й Житомирської областей Української РСР та України з адміністративним центром у с. Містечко.

## Населені пункти
Сільській раді були підпорядковані населені пункти:
- с. Містечко
- с. Ковганівка

## Населення
Відповідно до перепису населення СРСР, станом на 17 грудня 1926 року, чисельність населення ради становила 1 730 осіб, з них, за статтю: чоловіків — 841, жінок — 889; етнічний склад: українців — 720, поляків — 10. Кількість господарств — 388, з них неселянського типу — 1.
Відповідно до результатів перепису населення СРСР, кількість населення ради, станом на 12 січня 1989 року, становила 438 осіб.
Станом на 5 грудня 2001 року, відповідно до перепису населення України, кількість мешканців сільської ради становила 337 осіб.

## Склад ради
Рада складалася з 12 депутатів та голови.

### Керівний склад сільської ради
| ПІБ                           | Основні відомості                                                             | Дата обрання | Дата звільнення |
| ----------------------------- | ----------------------------------------------------------------------------- | ------------ | --------------- |
| Столярчук Анатолій Софронович | Сільський голова, 1948 року народження, освіта, безпартійний                  | 26.03.2006   | 01.10.2008      |
| Вовкогон Євген Віталійович    | Сільський голова, 1976 року народження, освіта, безпартійний                  | 03.05.2009   | 31.10.2010      |
| Вовкогон Євгеній Віталійович  | Сільський голова, 1976 року народження, освіта середня загальна, безпартійний | 31.10.2010   |                 |

Примітка: таблиця складена за даними джерела

## Історія
Створена 1923 року в с. Містечко Брусилівської волості Радомисльського повіту Київської губернії. 16 січня 1923 року підпорядковано с. Ковганівка та хутір Жмурівка ліквідованої Ковганівської сільської ради. Станом на 1926 рік х. Жмурівка не значився на обліку населених пунктів.
Станом на 1 вересня 1946 року сільська рада входила до складу Брусилівського району Житомирської області, на обліку в раді перебували с. Містечко та х. Ковганівка.
11 серпня 1954 року, відповідно до указу Президії Верховної ради Української РСР «Про укрупнення сільських рад по Житомирській області», до складу ради приєднано с. Костівці ліквідованої Костовецької сільської ради Брусилівського району. 5 березня 1959 року, відповідно до рішення Житомирського ОВК № 161 «Про ліквідацію та зміну адміністративно-територіального поділу окремих сільських рад області», до складу ради включено села Лазарівка, Старицьке та Хом'янка ліквідованої Лазарівської сільської ради Брусилівського району. Одночасно с. Костівці підпорядковане Ставищенській сільській раді Брусилівського району.
На 1 січня 1972 року сільська рада входила до складу Коростишівського району Житомирської області, на обліку в раді перебували села Ковганівка, Лазарівка, Містечко, Старицьке та Хом'янка.
17 січня 1977 року, відповідно до рішення Житомирського облвиконкому № 24 «Про питання адміністративно-територіального поділу окремих районів області», села Лазарівка, Старицьке та Хом'янка передані до складу Яструбеньківської сільської ради Коростишівського району.
Ліквідована 28 грудня 2016 року через об'єднання до складу Брусилівської селищної територіальної громади Брусилівського району Житомирської області.
Входила до складу Брусилівського (7.03.1923 р., 4.05.1990 р.) та Коростишівського (30.12.1962 р.) районів.